# Carl Eliasberg
Pour les articles homonymes, voir Eliasberg.
Carl Ilitch Eliasberg (en russe : Карл Ильич Элиасберг) est un chef d’orchestre soviétique né le 10 juin 1907 à Minsk et mort le 12 février 1978 à Léningrad.
En 1929 il termine le Conservatoire de Léningrad comme violoniste, parallèlement il apprend la direction d’orchestre. De 1928 à 1931, il travaille au théâtre l’opérette, et en 1932, il dirige l’Orchestre symphonique de la Radio de Léningrad, dont il devient chef principal en 1937. Lors du siège de Léningrad, Eliasberg est à la tête de l’orchestre formé par les musiciens qui restent dans la ville. Cet orchestre donne plus de 400 concerts sur la scène et à la radio. Le 9 août 1942, c’est sous la direction d’Eliasberg que la Septième Symphonie de Dmitri Chostakovitch est interprétée. Pour son travail pendant la guerre, Eliasberg reçoit l’Ordre de l'Étoile rouge en 1944.
Après la guerre, Eliasberg continue à se produire avec des orchestres différents en URSS. Il accompagne souvent des solistes célèbres, tels que David Oïstrakh, Sviatoslav Richter et Mstislav Rostropovitch.